# Bundestagswahlkreis Herzogtum Lauenburg
Der Bundestagswahlkreis Herzogtum Lauenburg war ein Wahlkreis in Schleswig-Holstein für die Wahlen zum Deutschen Bundestag. Er umfasste zuletzt den Kreis Herzogtum Lauenburg sowie die Stimmbezirke 26, 28 bis 33 und 35 bis 36 der Stadt Lübeck.

## Geschichte
Der Wahlkreis Herzogtum Lauenburg hatte die Wahlkreisnummer 14. Das Gebiet des Wahlkreises bestand für die Bundestagswahlen 1949 bis 1961 nahezu unverändert. Lediglich die Stimmbezirke, die dem Wahlkreis von der Stadt Lübeck zufielen änderten sich. So waren dies im Unterschied zu den oben für die Bundestagswahlen 1957 und 1961 genannten Bezirke für die Wahlen 1949 und 1953 die Bezirke 28, 30 bis 33 und 35 bis 42.
Vor der Bundestagswahl 1965 wurde der Wahlkreis mit dem Wahlkreis Stormarn zusammengelegt und als Wahlkreis Stormarn – Herzogtum Lauenburg neu gebildet.

## Abgeordnete
Direkt gewählte Abgeordnete des Wahlkreises Herzogtum Lauenburg waren
| Jahr | Name                    | Partei | Anteil der Erststimmen |
| ---- | ----------------------- | ------ | ---------------------- |
| 1961 | Otto Fürst von Bismarck | CDU    | 44,9 %                 |
| 1957 | Otto Fürst von Bismarck | CDU    | 51,8 %                 |
| 1953 | Otto Fürst von Bismarck | CDU    | 48,0 %                 |
| 1949 | Wilhelm Gülich          | SPD    | 28,6 %                 |